# Cetimaju abare
Cetimaju abare là một loài bọ cánh cứng trong họ Cerambycidae.